# Комуна
Вижте пояснителната страница за други значения на Комуна.
Комуната е доброволна общност на хора, живеещи заедно и споделящи общи идеи, интереси, собственост, ресурси, власт, а понякога също работа и доходи.
В допълнение към комуналната икономика консенсусното взимане на решения, нейерархичните структури и екологичният начин на живот се превръщат в ключови принципи за много комуни.
Андрю Джейкъбс от „Ню Йорк Таймс“ пише, че „противно на популярните заблуди повечето комуни от 1990-те години не са убежища на свободната любов за децата на цветята, а добре организирани, финансово платежоспособни кооперации, в които прагматиката, а не психеделичността, владее деня“.